# Sashenka Gutierrez
Sashenka Gutierrez es una fotógrafa mexicana ganadora del Premio Ortega y Gasset en el 2022 y protagonista de diversos documentales por su labor de fotoperiodismo en México. 

## Trayectoria
Fotógrafa autodidacta que comenzó su carrera en la agencia Cuartoscuro, cuenta con más de 15 años de experiencia como fotógrafa cubriendo protestas feministas, movilizaciones políticas y sociales. Forma parte de la agencia Efe en México.
En la 39°edición de los Premios Ortega y Gasset que otorga el diario El País, fue galardonada con el premio a la mejor fotografía por Jódete cáncer, imagen que retrata a Sandra Monroy, paciente de cáncer que fue sometida a mastectomía bilateral y se encuentra al cuidado de su madre y una amiga. Entre sus colecciones de fotos más completas está la de la Premio Cervantes de literatura: Elena Poniatowska. La zacatecana cubrió los Juegos Olímpicos de París 2024.
Gutiérrez obtuvo el primer lugar de la categoría documental del Festival de Fotografía Internacional en León (FFIEL), una plataforma que sirve para la promoción y la enseñanza de las artes visuales en el centro de México.Asimismo, recibió una mención especial del jurado del Premio Internacional Luis Valtueña de fotografía humanitaria, que organiza la asociación Médicos del Mundo España. Además, tuvo una mención honorífica en el Premio Nacional de Periodismo de México.
Participó como una de las protagonistas en el documental Endangered dirigido por la documentalista estadounidense Heidi Ewing y producido por Rachel Grady sobre la violencia en la actividad periodística en países como México, Brasil y Estados Unidos, el cual se estrenó mundialmente en el Festival de Cine de Tribeca y en la plataforma de HBO. Además de protagonizar el documental Fotoperiodistas emitido por Canal 14 de televisión mexicana.
Aunque como fotoperiodista cubre cualquier tema, ha destacado su trabajo centrado en derechos humanos, grupos vulnerables y movimientos sociales.